# Madeline Manning
Madeline Manning Mims (11 de enero de 1948 en Cleveland, Ohio). Atleta estadounidense campeona olímpica de los 800 metros en los Juegos de México 1968.
Curso estudios en la Universidad Estatal de Tennessee, donde perteneció al famoso equipo de atletismo femenino de esta universidad conocido como las "Tigerbelles", del que también fueron miembros otras famosas atletas como Wilma Rudolph o Wyomia Tyus. Se graduó en 1972.
Consiguió el triunfo de los 800 metros en la Universiada de Tokio 1967 y en los Juegos Panamericanos de Winnipeg de ese mismo año.
Era una de las candidatas a ganar una medalla en los Juegos Olímpicos de México 1968, aunque la principal favorita era la yugoslava Vera Nikolić, que poco antes había establecido en Londres un nuevo récord mundial con 2:00,5. Sin embargo Nikolić se vio obligada a abandonar en las semifinales y Madeline Manning consiguió alzarse con la medalla de oro haciendo su mejor marca personal y batiendo el récord olímpico (2:00,9). Fue la primera (y hasta hoy única) mujer de su país en conseguir el título olímpico en esta prueba.
Manning participó también en los Juegos Olímpicos de Múnich 1972 y en los de Montreal 1976. En Múnich 1972 fue eliminada en las semifinales de los 800 metros, aunque ganó una medalla de plata en la prueba de relevos 4 x 400 metros, junto a sus compatriotas Mable Fergerson, Cheryl Toussaint y Kathy Hammond, que solo fueron batidas por Alemania Oriental.
Con 32 años había conseguido plaza en el equipo para competir en los Juegos Olímpicos de Moscú 1980, pero el boicot de su país a esta cita le impidió acudir a sus cuartos Juegos.
Aparte de sus triunfos internacionales obtuvo diez títulos de campeona nacional en los 800 m (seis al aire libre y cuatro en pista cubierta), además de numerosos récords de su país.
Se retiró del atletismo en 1981.
REFERENCIAS
MADELINE MANNING-MIMS
- Datos: Q267935
- Multimedia: Madeline Manning / Q267935